# Mimepilysta compacta
Mimepilysta compacta är en skalbaggsart som först beskrevs av Stefan von Breuning 1939.  Mimepilysta compacta ingår i släktet Mimepilysta och familjen långhorningar.
Artens utbredningsområde är Sri Lanka. Inga underarter finns listade i Catalogue of Life.